# Illa Bermeja

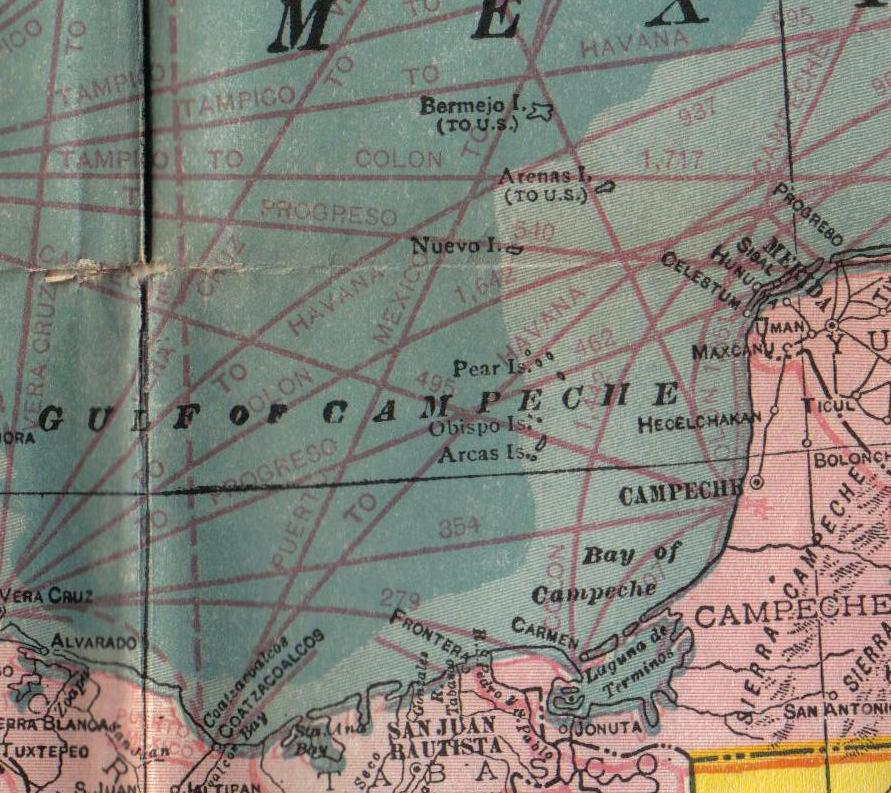
Illa Bermeja en un mapa nord-americà de 1914

Illa Bermeja és una illa fantasma que se suposa situada a la península de Yucatán, a prop de la costa de Mèxic. Se la va ubicar a 22 graus, 33 minuts latitud nord i 91 graus, 22 minuts longitud oest. L'illa va començar a aparèixer en diversos mapes europeus durant el segle xvi, a partir del mapa de Gaspar Viegas, de l'any 1535.
Al segle XIX, alguns mapes van retirar l'illa per considerar-la de dubtosa existència. No obstant això, va continuar apareixent als mapes mexicans fins a l'any 1946, quan va ser retirada de tots els textos oficials mexicans.
L'existència de l'illa va adquirir una gran importància en negociar-se la frontera marítima EUA-Mèxic. El 1997, la marina mexicana va enviar vaixells a fer sondatges per buscar-la, sense que s'aconseguissin resultats favorables. La conclusió de la INEGI va ser que illa Bermeja no havia existit mai i que només va ser un error cartogràfic. Encara apareix a Google Maps i Google Earth.
S'ha arribat a plantejar que l'illa es va enfonsar al mar. Alguns politics mexicans han al·legat que va ser destruïda per la CIA per perjudicar el territori marítim mexicà.

## Vega també
- Illa fantasma
- Groclant
- Illa Buss
- Illa Pepys
- Illa Bacalao
- Utopia